# Johann Hasler (Politiker)
Johann Hasler (* 12. Dezember 1859 in Gamprin; † 16. November 1934 ebenda) war ein liechtensteinischer Politiker (FBP).

## Biografie
Hasler war Bürger der Gemeinde Gamprin und arbeitete als Maurer, Landwirt und Brückenverwalter. Von 1900 bis 1906 gehörte er dem Gemeinderat von Gamprin an. Danach war er von 1906 bis 1909 Gemeindekassier, hatte von 1909 bis 1915 das Amt des Gemeindevorstehers inne und war von 1915 bis 1921 stellvertretender Gemeindevorsteher.
Von 1914 bis 1922 sass Hasler als Abgeordneter im Landtag des Fürstentums Liechtenstein. Von 1922 bis 1934 sass er im Verwaltungsrat des Lawenawerks.
1896 heiratete er Magdalena Öhri. Aus der Ehe gingen vier Kinder hervor.